# Prunus bracteopadus
Prunus bracteopadus — вид квіткових рослин з родини трояндових (Rosaceae). Ареал охоплює такі країни: Індія і, ймовірно, М'янма.
Росте на східних передгір'ях Гімалаїв, в Ассамі та Уттаракханді. Він дуже близькоспоріднений і, можливо, конспецифічний до Prunus napaulensis.